# Norashen (Tavush)
Pour les articles homonymes, voir Norashen.
Norashen (en arménien Նորաշեն) est une communauté rurale du marz de Tavush, en Arménie. Elle compte 1 746 habitants en 2008.